# IHIインフラシステム
株式会社IHIインフラシステムとは、大阪府堺市堺区に本社を置く、鉄骨・橋梁・水門の設計・製作・施工などを行う企業である。IHI、栗本鐵工所、松尾橋梁の橋梁・水門事業を統合して発足。IHIの子会社である。

## 沿革
- 2009年（平成21年）
  - 5月 - IHI、栗本鐵工所、松尾橋梁の3社の間で「橋梁・水門およびその他鋼構造物事業統合」の基本合意書締結。
  - 11月1日 - IHI、栗本鐵工所の完全子会社である栗本橋梁エンジニアリング、松尾橋梁の3社の橋梁部門を統合し株式会社IHIインフラシステム発足。
- 2010年（平成22年）1月 - 栗本鐵工所より水門事業を事業譲渡される。
- 2023年（令和5年）4月1日 - 水門・鉄管および制振・免震・防災に係る事業を吸収分割により子会社のIHIインフラ建設に承継。

## 施工実績の一部

### 国内
- 1979年 - 蒲刈大橋
- 1986年 - 城南大橋
- 1993年 - 関西空港連絡橋鋼トラス橋
- 1997年 - 明石海峡大橋
- 2003年 - 千歳橋
- 2006年 - 多摩大橋

### 海外
- 1988年 - 第2ボスポラス橋（トルコ共和国）
- 2000年 - イルティッシュリバー橋（カザフスタン共和国）
- 2003年 - カルキネス橋（アメリカ合衆国　カリフォルニア州）
- 2005年 - ビン橋（ベトナム社会主義共和国）
- 2014年 - ニャッタン橋（ベトナム社会主義共和国）
- 2016年 - イズミット湾横断橋（トルコ共和国）

## 関連会社

### 国内
- 株式会社IHIインフラ建設
- アルファシステムズ株式会社

### 海外
- 上海松尾鋼結構有限公司（中華人民共和国）
- 大將作工業股份有限公司（台湾）
- IHI INFRASTRUCTURE ASIA Co., Ltd.（ベトナム社会主義共和国）
- I&H Engineering Co., Ltd.（ミャンマー連邦共和国）